# Ванберг, Хенрик
Запрос «Ванберг» перенаправляется сюда.
Хенрик Хенрикинпойка Ванберг (фин. Henrik Henrikinpoika Wanberg), или Хейкки Хейкинпойка Ваанила (фин. Heikki Heikinpoika Vaanila), или Хиндрих Хиндеринпойка, или, в шведской историографии, Хиндрик Хиндерфссон Ванберг (швед. Hindrick Hinderfsson Wanberg), или Хенрик Хенрикссон (1630—1709) — финский крестьянин, занимавший наиболее высокие должности среди всех крестьян Финляндии в годы шведского владычества. Депутат риксдага (шведского парламента), яхтфохт (егерь-фогт), ленсман. Единственный финн в истории шведского риксдага, который был избран председателем крестьянского сословия Шведского королевства (1680).

## Биография
Хенрик (Хейкки) родился примерно в 1630 году в финскоязычной деревне Ваанила около города Лохья (сейчас — в провинции Уусимаа губернии Южная Финляндия). Позже он стал использовать название своей родной деревни в качестве своей фамилии (в шведском написании — Wanberg).
Его отец, Хейкки Паавонпойка, был церковным старостой и судебным заседателем.
Хенрик Хенрикинпойка умел читать, что для финских крестьян в XVII веке было редкостью.

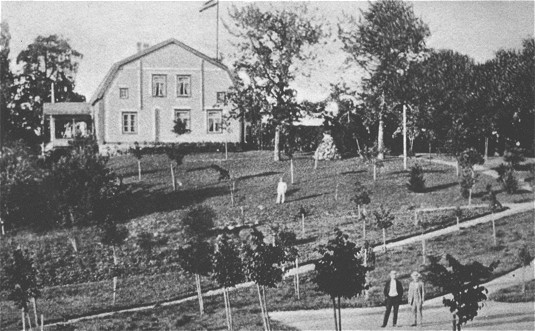
Усадьба в Вааниле, основанная Хенриком Хенрикинпойкой. На фотографии, сделанной примерно в 1900 году, — главное здание усадьбы

В 1664, 1676, 1678, 1680 и 1682 годах Хенрик Хенрикинпойка представлял провинцию Раасепори (а также, одновременно, и уезд Хаттула) на сессиях шведского риксдага в Стокгольме. Кроме того, он представлял провинцию Раасепори в 1676 году в финляндском ландтаге в Або (Турку), а в 1677 году — в провинциальном ландтаге в Гельсингфорсе (Хельсинки). В заседаниях ландтага в Або (1676) и в некоторых заседаниях риксдага в Стокгольме (1680) он участвовал в качестве председателя крестьянского сословия. Сессия риксдага 1682 года стала для него последней. В сословии его обвинили в том, что он «бегал к королю и соглашался то на одно, то на другое без их ведома, а также пересказывал королю всё, о чём они говорили между собой», после чего едва не расправились с ним. На следующую сессию риксдага он не был избран, что было, возможно, связано с тем, что ему не удалось добиться налоговых льгот для крестьян после неурожая 1693 года.
Известно, что Хенрик Хенрикинпойка злоупотреблял спиртным, отличался вспыльчивым характером, по отношению к подчинённым был высокомерен. В 1690-х годах он присутствовал почти на каждой сессии уездного суда — или как истец, или как ответчик. Из-за злоупотреблений и самоуправства он был уволен со своих должностей — егерь-фогта (1701) и ленсмана (1708).

## Семья
Хенрик Хенрикинпойка был женат дважды. Первый раз он женился примерно в 1655 году на Каарине Ниилонтютяр. Второй раз он женился в 1691 году на Карин Юханинтютяр, дочери военного.